# 三嶋くろね
三嶋 くろね（みしま くろね、9月6日 - ）は、日本のイラストレーター・漫画家。女性。埼玉県出身。
同人サークル「しろぷろ」（2012年12月までは「白髪教団」）名義で同人活動を行っている。

## 作品リスト

### 挿絵・イラスト
- 俺のリアルとネトゲがラブコメに侵蝕され始めてヤバイ（著：藤谷ある / HJ文庫）
- 満月の人狼と半月の吸血姫（著：真慈真雄 / 一迅社文庫）
- 新世の学園戦区（著：来生直紀 / 富士見ファンタジア文庫）
- この素晴らしい世界に祝福を!（著：暁なつめ / 角川スニーカー文庫）
- 勇者と魔王のバトルはリビングで（著：緋月薙 / HJ文庫）
- ロクでなし魔術講師と禁忌教典（著：羊太郎 / 富士見ファンタジア文庫）
- ロクでなし魔術講師と追想日誌（著：羊太郎 / 富士見ファンタジア文庫）
- さくらコンタクト route A 小河桃子（著：七月隆文 / このライトノベルがすごい!文庫）
- さくらコンタクト route B 真智ありす（著：日日日 / このライトノベルがすごい!文庫）
- はたらく魔王さま! ハイスクールN!（著：和ヶ原聡司 / 電撃文庫）
- すべては装丁内（著：木緒なち / LINE文庫）
- 僕らを育てたシナリオとミステリーのすごい人6（著：辻真先 / アンド・ナウの会）
- これが魔法使いの切り札（著：羊太郎 / 富士見ファンタジア文庫）

### 漫画
- はたらく魔王さま! ハイスクール!（原作：和ヶ原聡司 / 電撃コミックスEX、電撃マオウ掲載）

### 画集
- W（ダブリュー） -三嶋くろねART WORKS-（発行：E☆2編集部・発売：廣済堂出版、2015年3月5日初版発行、2016年2月2日第二刷発行、2016年5月10日第三刷発行、2017年1月17日第四刷発行、2017年12月13日第五刷発行） 
  - 限定版 ISBN 978-4-33-190126-7
  - 通常版 ISBN 978-4-33-190127-4
- 三嶋くろね画集 Cheers! この素晴らしい世界に祝福を!（2017年2月1日発行）
- ロクでなし魔術講師と絵画回想 三嶋くろね画集
  - vol.1（2021年6月18日発行）
  - vol.2（2021年8月20日発行）
  - vol.3（2025年3月19日発売）
- Innocent White-イノセント ホワイト- 三嶋くろね　10th Anniversary BOOK（発行：E☆2編集部・発売：ヴォイス、2021年12月24日発行）
- 三嶋くろね画集II Blessing!! この素晴らしい世界に祝福を!（2022年2月1日発行）

### アンソロジー
- リトルバスターズ! エクスタシー えくすたちっくアンソロジー VOL.7（一迅社）
- 4コマ公式アンソロジー とある科学の超電磁砲×とある魔術の禁書目録（アスキー・メディアワークス）
- 這いよれ！ニャル子さん コミックアンソロジー
- 超次元ゲイム ネプテューヌ 電撃コミックアンソロジー（KADOKAWA/アスキー・メディアワークス）
- 魔法少女まどか☆マギカ 4コマアンソロジーコミック（3）（芳文社）
- 機巧少女は傷つかない アンソロジーコミック（メディアファクトリー）
- 艦隊これくしょん -艦これ- 電撃コミックアンソロジー 佐世保鎮守府編（7）（KADOKAWA/アスキー・メディアワークス）

### キャラクターデザイン
- ファンタジア文庫放送局 イメージキャラクター ルゼル＝イーリス、リリア＝イーリス[3]
- 魔神少女 エピソード2 -願いへの代価-（「ルディ」デザイン[4]）
- 温泉むすめ 黒川姫楽（キャラクター原案）
- レコメンドサイト キミラノ パートナーキャラクター ノエル・ミルフォード[5]
- バーチャルYouTuber 月深ツキ
- バーチャルYouTuber ラプラス・ダークネス[6]
- バーチャルYouTuber 須二川文
- バーチャルYouTuber 涼月すい

### ライブ
- SILL FRONTIER｜しろぷろ感謝祭＆クレバスランプ5周年記念ライブ（2015年8月29日）

### 同人活動
夏・冬のコミックマーケットを中心に、オリジナルの白髪娘を中心にした画集や、ストーリー漫画を発行している。オリジナル楽曲の提供はクレバスランプ。
- 2011年12月（C81にて頒布）
  - 白髪画集（B5フルカラー/28ページ）
  - ゆるゆり☆マギカ（B5/50ページ）
  - 白焔～Apocalypse～（音楽CD/全4曲）※ クレバスランプ発行
  - グッズ （ICカードステッカー、ラバーストラップ、紙袋）
- 2012年8月（C82にて頒布）
  - IGNIS vol.1（B5/54ページ）
  - 黒髪vs白髪（B5フルカラー/28ページ）
  - Angelus（音楽CD/全5曲）※ クレバスランプ発行
  - グッズ （Angelus差し替えジャケット、クリアファイル、A2ポスター、紙袋）
- 2012年12月（C83にて頒布）
  - IGNIS vol.2（B5/32ページ）
  - WHITE BOOSTER（B5フルカラー/30ページ）
  - Halcyon（音楽CD/全8曲）※ クレバスランプ発行
  - グッズ （ブランケット、マグカップ、クリアファイル、紙袋）
- 2013年8月（C84にて頒布）
  - IGNIS vol.2.5（B5/28ページ）
  - 設定本（B5/20ページ）
  - SHIROPRO SOUND BIBLE （ドラマCD/2枚組全32トラック）※ クレバスランプ発行）
  - グッズ（紙袋、団扇、マイクロファイバータオル、ドラマCD台本）
- 2013年12月（C85にて頒布）
  - IGNIS vol.3（B5/32ページ）
  - WhiteBooster 2 （B5/28ページ）
  - グッズ（紙袋、ホログラム栞、ホログラムタペストリーカレンダー、抱き枕（※ アンセル））
  - IGNIS SPECIAL DVD （無料頒布）
- 2014年3月（みみけっと30にて頒布）
  - WHITE DAYS（B5/28ページ）
  - COLER （B5/20ページ合同本）
- 2014年8月（C86にて頒布）
  - SHIROPRO SOUND BIBLE2（Disc1 14トラック + Disc2 10トラック ※ クレバスランプ発行）
  - グッズ（抱き枕（※ シエル））
- 2014年12月（C87にて頒布）
  - 白焔の大剣士vol.1（単行本/184ページ）
  - KANCOLLE RAKUGAKI BON（B5/26ページ）
  - Re;Sound（※ クレバスランプ発行）
  - IGNIS Organette Edition
  - グッズ（紙袋、クリアファイル）
- 2015年8月（C88にて頒布）
  - REVIVE vol.1（B5/32ページ）
  - Crevasse Lamp on O strings 2010-2014（※ クレバスランプ発行）
  - Crevasse Lamp on A strings 2010-2014（※ クレバスランプ発行）
  - グッズ（不織布バッグ、缶バッジ3種、ICカードシール）
- 2015年11月（コミティア115にて頒布）
  - Sister Change（B5/24ページ）
  - ※ コミティア頒布物のみ【Sistar Change】と表記（本人曰く、意味があったとのこと）
- 2015年12月（C89にて頒布）
  - FAVOITE RAKUGAKI FAN BOOK（B5/70ページ）
  - SILL FRONTIER MEMORIAL MANIA（B5フルカラー/98ページ）
  - グッズ（A4サイズトートバッグ）
- 2016年8月（C90にて頒布）
  - REVIVE vol.2（B5/26ページ）
  - 白焔の大剣士外伝　幼き日の前奏曲（プレリュード）（B6/286ページ）
  - SHIROPRO SOUND BIBLE3（※ クレバスランプ発行）
  - グッズ（ビニールバッグ）
- 2017年8月（C92にて頒布）
  - Lush （B5/50ページ）
  - SHIROPRO SOUND BIBLE4（※ クレバスランプ発行）
  - グッズ （グラスタンブラー、アクリルフィギュア、ラフ本、紙袋）
- 2017年11月（コミティア122にて頒布）
  - Discord episode:00 （A4/44ページ（※ しろぷろ/Stem.04合同誌））
  - グッズ （タペストリー）
- 2017年12月（C93にて頒布）
  - REVIVE vol.3（B5/40ページ）
  - グッズ（クリアファイル）
- 2018年8月（C94にて頒布）
  - Lush vol.2（A4/44ページ）
  - BLACKBOXGIRL（B5/38ページ）
  - グッズ（アクリルキーホルダー、スクエアボトル、キャンバスサコッシュ）
- 2018年12月（C95にて頒布）
  - REVIVE vol.4（B5/28ページ）
  - Lush vol.2 第2版（A4/44ページ）
  - グッズ（アクリルキーホルダー、クリアファイル）
- 2019年8月（C96にて頒布）
  - 白焔の大剣士vol.2（単行本/200ページ）
  - Lush vol.3（A4/40ページ）
  - グッズ（アクリルキーホルダー、クリアファイル）

### 同人音楽（クレバスランプ発行）
- 白髪交響曲
  - 白髪交響曲第 1 番_銀嶺サザンクロス
  - 白髪交響曲第 2 番_白焔～Apocalypse～
  - 白髪交響曲第 4 番_決意
  - 白髪交響曲第 5 番_劣化蛍光オレンジ
  - 白髪交響曲第 6 番_フライング・アロフト
  - 白髪交響曲第 7 番_truth
  - 白髪交響曲第 8 番_monochrome
  - 白髪交響曲第 9 番_幻耀に消ゆる
  - 白髪交響曲第 10 番_はれまたはしろかみ
  - 白髪交響曲第 11 番_しろうららかに
  - 白髪交響曲第 12 番_アダマンティア庭園
  - 白髪交響曲第 13 番_ハルジオン
  - 白髪交響曲第 14 番_フライング・アズュール
  - 白髪交響曲第 15 番_ソライロパレット
  - 白髪交響曲第 16 番_Halcyon
  - 白髪交響曲第 17 番_エンジョイロ
  - 白髪交響曲第 18 番_蒼き晶系
  - 白髪交響曲第 19 番_アーリーモーニングティー
  - 白髪交響曲第 20 番_juvenile～夢で見たセカイ～
  - 白髪交響曲第 21 番_Promanad
  - 白髪交響曲第 22 番_太陽の下で
  - 白髪交響曲第 23 番_Enjoy
  - 白髪交響曲第 24 番_臙脂色
  - 白髪交響曲第 25 番_ぷちさざん
  - 白髪交響曲第 26 番_さまー☆ばかんす
  - 白髪交響曲第 27 番_ものくろーむまーち
  - 白髪交響曲第 28 番_白焔幻想
  - 白髪交響曲第 29 番_Parent's Day
  - 白髪交響曲第 30 番_トリプレット・バンプ
  - 白髪交響曲第 31 番_黄昏のソレイユ
  - 白髪交響曲第 32 番_solar
  - 白髪交響曲第 33 番_クリオナ創祀
  - 白髪交響曲第 34 番_立ちはだかるもの
  - 白髪交響曲第 35 番_セカンドオブビーチライフ
  - 白髪交響曲第 36 番_勝負だ、アンセル!
  - 白髪交響曲第 37 番_紅空ララバイ
  - 白髪交響曲第 38 番_ワンモアラッシュ！
  - 白髪交響曲第 39 番_満月の裏で
  - 白髪交響曲第 40 番_Resonance Emotion
  - 白髪交響曲第 41 番_白地図を片手に
  - 白髪交響曲第 42 番_胡蝶を追って
  - 白髪交響曲第 46 番_烈戦
  - 白髪交響曲第 49 番_ダークマター
  - 白髪交響曲第 50 番_Traeumerei
  - 白髪交響曲第 51 番_Starlight Coin
  - 白髪交響曲第 52 番_幻燈マッチ
  - 白髪交響曲第 53 番_風になる人魚
  - 白髪交響曲第 54 番_はばたけピーターパン
  - 白髪交響曲第 60 番_ミチシルベ
  - 白髪交響曲第 61 番_ベジ・ベジ・ベジ
  - 白髪交響曲第 62 番_Pride☆Crasher
  - 白髪交響曲第 63 番_ミッドデイ・ティー
  - 白髪交響曲第 64 番_キャンディハウスへようこそ
  - 白髪交響曲第 65 番_The Awakening Story
  - 白髪交響曲第 69 番_ホワイトシンデレラ
  - 白髪交響曲第 71 番_ひとしずく
  - 白髪交響曲第 72 番_smash☆
  - 白髪交響曲第 73 番_ホワイトキャッチ！
  - 白髪交響曲第 74 番_now napping...
  - 白髪交響曲第 75 番_断罪・紫電墜咆
  - 白髪交響曲第 76 番_スピードスター
  - 白髪交響曲第 77 番_ハニーファニー
  - 白髪交響曲第 78 番_勝利の祝杯
  - 白髪交響曲第 79 番_ちっぷすてっぷじゃんぷ
  - 白髪交響曲第 80 番_blank out
  - 白髪交響曲第 81 番_silvery
  - 白髪交響曲第 82 番_ignis
  - 白髪交響曲第 83 番_decretum
  - 白髪交響曲第 84 番_fluorescens
  - 白髪交響曲第 85 番_cross my heart
  - 白髪交響曲第 86 番_albus and ater

### 版画作品
- 2014年8月
  - WHITE CHAPEL
  - GIRL FRIEND
  - ほろ苦い夜明け
  - 真夏の夢
- 2014年12月
  - ラムネ色
- 2015年2月
  - 手向けの花を貴方に
  - SPLASH
- 2015年11月
  - 君とふたりきり
- 2015年12月
  - Blue Rose
- 2016年7月
  - Victoria
  - 次はどこへいこうか？
- 2017年1月
  - 姉妹で無敵
  - Whew！
- 2017年4月
  - Challenger
  - 雪の音
- 2018年1月
  - LUSH
  - SACRED NIGHT
- 2018年4月
  - SMALL HAPPINESS
  - Afternoon Tea
  - 少女と竜は虹色の塔へ
- 2018年8月
  - サンオイル
  - あめときみと
  - Rainy Blue　※会員優先公開
- 2019年1月
  - 黒猫のあしあと
  - 都桜prototype
- 2019年4月
  - 白き戦乙女達
  - BUBBLE SUMMER
- 2019年8月
  - ON THE CLOOK TOWER DX
  - ON THE CLOOK TOWER ※会員優先公開
  - 旅立ち ※会員優先公開